# Келчевиці-Перші
Келчевиці-Перші (пол. Kiełczewice Pierwsze) — село в Польщі, у гміні Стшижевиці Люблінського повіту Люблінського воєводства.
Населення — 72 особи (2011).
У 1975-1998 роках село належало до Люблінського воєводства.

## Демографія
Демографічна структура станом на 31 березня 2011 року:
|          | Загалом | Допрацездатний вік | Працездатний вік | Постпрацездатний вік |
| -------- | ------- | ------------------ | ---------------- | -------------------- |
| Чоловіки | 36      | 7                  | 23               | 6                    |
| Жінки    | 36      | 7                  | 20               | 9                    |
| Разом    | 72      | 14                 | 43               | 15                   |